# Hellmuth Müller (Jurist)
Hellmuth Müller (* 4. Juli 1946 in Wernigerode) ist ein deutscher Jurist. Er war von 1994 bis 2011 Richter am Bundesverwaltungsgericht.

## Leben und Wirken
Müller studierte Rechtswissenschaften in Marburg und Freiburg. 1976 promovierte ihn die Philipps-Universität Marburg mit der Dissertation zum Thema „Die Rechte und Pflichten der Reservisten aus staatsbürgerlicher und wehrrechtlicher Sicht“ zum Doktor der Rechte. Nach Abschluss seiner juristischen Ausbildung trat Müller 1978 in den Justizdienst des Landes Hessen ein und wurde dem Verwaltungsgericht Kassel zugewiesen. 1987 erfolgte seine Ernennung zum Richter am Hessischen Verwaltungsgerichtshof. Im Juni 1992 wurde er an das Kreisgericht Erfurt, anschließend an das Thüringer Justizministerium abgeordnet.
Nach seiner Ernennung zum Richter am Bundesverwaltungsgericht im Februar 1994 wies das Präsidium Müller zunächst dem zum damaligen Zeitpunkt u. a. für das Reisekosten-, Umzugskosten- und Trennungsgeldrecht zuständigen 10. Revisionssenat und dem für die Beamtendisziplinarsachen zuständigen 1. Disziplinarsenat zu. Ab Januar 2000 gehörte er zusätzlich dem 2. Disziplinarsenat und zeitweise den Wehrdienstsenaten an. Seit Januar 2004 war er Mitglied des dann einzigen  Disziplinarsenats. Zudem war Müller von Januar 2004 bis Mai 2008 dem für das Recht des öffentlichen Dienstes zuständigen 2. Revisionssenat, ab Juni 2008 dem für Verfahren nach der Wehrdisziplinarordnung zuständigen 2. Wehrdienstsenat zugewiesen. Müller trat am 31. Juli 2011 in den Ruhestand.
Müller war ferner über viele Jahre stellvertretendes Mitglied des Hessischen Staatsgerichtshofs und seit 2007 nichtständiger Beisitzer des Dienstgerichts des Bundes.